# دورنیه دو ۲۱۷
دورنیه دو ۲۱۷ (به آلمانی: Dornier Do 217) یک هواگرد بمب‌افکن دو موتوره ساخت شرکت دورنیه در آلمان بود.

## طراحی، تولید و استفاده

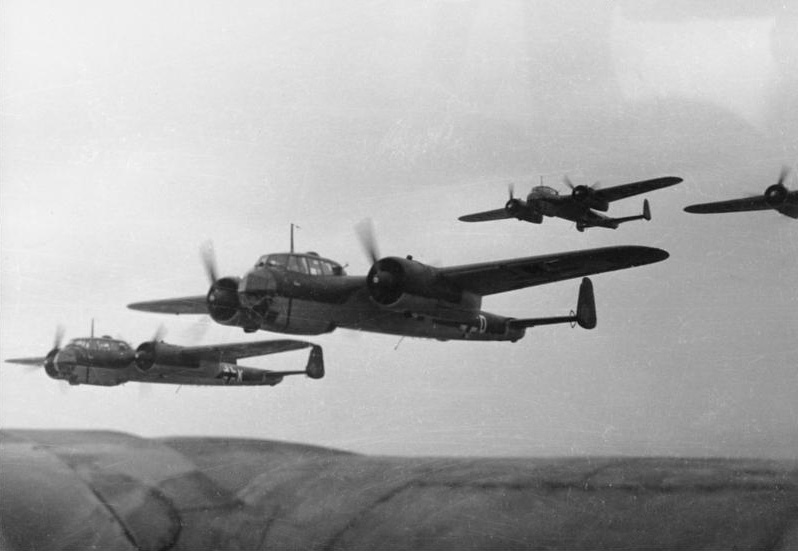
دورنیه دو ۲۱۷

دورنیه دو ۲۱۷ باز طراحی هواگرد پیشین دورنیه دو ۱۷، به عنوان هواگردی بزرگ‌تر و قدرتمندتر، بود. نخستین پیش‌نمونه غیر مسلح آن ماه اوت سال ۱۹۳۸ به پرواز درآمد و یک ماه بعد سقوط کرد. دو ۲۱۷ایی-۱ مجهز به دو موتور شعاعی ب‌ام‌و ۸۰۱آ، به عنوان نخستین مدل اواخر سال ۱۹۴۰ پدید آمد. مدل‌های دو ۲۱۷ایی-۲ و دو ۲۱۷ایی-۳ متعاقباً با تسلیحات دفاعی متفاوت به عنوان بمب‌افکن شیرجه‌ای تولید شدند. دیگر زیرْ گونه‌ها شامل دو ۲۱۷ایی-۲/اِر-۴ هواگرد اژدرافکن، دو ۲۱۷ایی-۲/اِر-۱۰ هواگرد گشت دریایی و دو ۲۱۷ایی-۵ با قابلیت حمل موشک هوابه‌سطحِ هدایت‌شونده رادیویی هااس ۲۹۳، بودند. گونه‌های تولید شده پس از سال ۱۹۴۱ نیز شامل دو ۲۱۷یوت و دو ۲۱۷اِن جنگنده شبانه، دو ۲۱۷کا بمب‌افکن با دماغه بزرگ‌تر و عمیق‌تر و تسلیحات دفاعی سنگین‌تر، دو ۲۱۷کا-۲ با طول بال بیشتر و دو ۲۱۷ام با موتور خطی دایملر-بنتس دی‌ب ۶۰۳آ با توان ۱٬۷۵۰ اسب بخار، می‌شد. علت تغییر به موتور خطی نگرانی از امکان کمبود موتورهای ب‌ام‌و بود.
اسکادران‌های لوفت‌وافه از سال ۱۹۴۱ مجهز به هواگردهای دو ۲۱۷ایی شدند. با توجه به انطباق‌پذیری بالای طراحی پایه دو ۲۱۷، از این هواگردها در نقش‌های بمب‌افکن، اژدرافکن، ضد کشتی و شناسایی استفاده شد.
تعداد زیادی از هواگردهای دو ۲۱۷ایی-۲ با باز طراحی دماغه و تعبیه چهار توپ خودکار ۲۰ میلی‌متری و چهار مسلسل ۷٫۹۲ میلی‌متری در آن و یک مسلسل ۱۳ میلی‌متری در برجک کف، به جنگنده شبانه تبدیل شدند که مدل‌های دو ۲۱۷یوت-۱ با مقدار کمی محموله بمب و دو ۲۱۷یوت-۲ مجهز به رادار، را پدیدآورد. بسیاری از هواگردهای دو ۲۱۷ام هم به شکل مشابهی به جنگنده شبانه دو ۲۱۷اِن تبدیل شدند.
حدود ۱٬۷۰۰ فروند از هواگردهای دو ۲۱۷ برای لوفت‌وافه تولید شد و تعداد اندکی هم به ایتالیا تحویل گردید.

## مشخصات فنی
دو ۲۱۷ایی-۲ (دو ۲۱۷ایی-۱):
مشخصات عمومی
- خدمه: ۴ نفر
- طول: ۱۸٫۲ متر
  - دو ۲۱۷ایی-۱: ۱۷ متر
- طول بال: ۱۹ متر
- ارتفاع: ۵٫۰۳ متر
  - دو ۲۱۷ایی-۱: ۴٫۹۸ متر

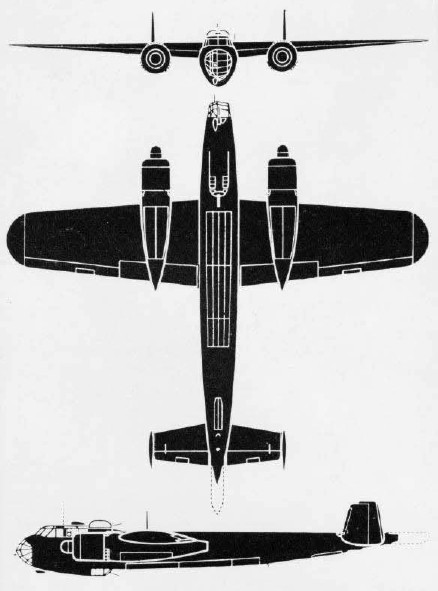

- وزن خالی: ۸٬۵۹۰ کیلوگرم (دو ۲۱۷ایی-۱)
- وزن بارگذاری‌شده: ۱۶٬۴۶۵ کیلوگرم
  - دو ۲۱۷ایی-۱: ۱۵٬۳۰۰ کیلوگرم
- نیرومحرکه: ۲ × موتور شعاعی چهارده سیلندر ب‌ام‌و ۸۰۱ام‌ال: هر یک ۱٬۵۸۰ اسب بخار

عملکرد
- حداکثر سرعت: ۵۱۵ کیلومتر بر ساعت
  - دو ۲۱۷ایی-۱: ۵۲۵ کیلومتر بر ساعت در ۵٬۲۰۰ متری
  - دو ۲۱۷ام-۱: ۵۶۰ کیلومتر بر ساعت
- سقف پرواز: ۹٬۰۰۰ متر
  - دو ۲۱۷ایی-۱: ۹٬۱۰۰ متر
- برد: ۲٬۸۰۰ کیلومتر
  - دو ۲۱۷ایی-۱: ۲٬۴۰۰ کیلومتر

تسلیحات
- ۱ × توپ خودکار ۱۵ میلی‌متری ام‌گه ۱۵۱ زیر دماغه
- ۱ × مسلسل ۱۳ میلی‌متری در برجک سقف و برجک کف
- ۳ × مسلسل ۷٫۹۲ میلی‌متری ام‌گه ۱۵ در دماغه و هر طرف اتاقک
  - دو ۲۱۷ایی-۱: ۵ × مسلسل ۷٫۹۲ میلی‌متری ام‌گه ۱۵ - بدون مسلسل ۱۳ میلی‌متری
- ۴٬۰۰۰ کیلوگرم بمب
  - دو ۲۱۷ایی-۱: ۳٬۰۰۰ کیلوگرم بمب